# Waguih Ghali
Waguih Ghali (* in Ägypten; † 5. Januar 1969 in London) war ein ägyptischer englischschreibender Schriftsteller.
Waguih Ghali wurde in einer wohlhabenden koptischen Familie geboren. Nachdem er sich mit der Zeit immer stärker kommunistischen Ideen angenähert hatte, war er gezwungen, Ägypten 1958 zu verlassen und nach London zu gehen, da die Gefahr bestand, dass er in Ägypten als Kommunist eingesperrt würde. Als sein Pass abgelaufen war, ging Ghali ins Exil nach Deutschland, wo er neben der Arbeit in einer Fabrik seinen Debütroman schrieb. Er begann einen zweiten Roman über das Leben als „Gastarbeiter“, vollendete diesen jedoch nicht. 1966 ging er nach London zurück, beging drei Jahre später aber Suizid.

## Schriften
- Beer in the Snooker Club. London 1964
  - Snooker in Kairo. München 2018. ISBN 978-3-406-71902-8